# 대리로 (임실군)
대리로(Daeri-ro)는 전북특별자치도 임실군 신평면 호암리에서 대리까지 연결하는 임실군도로, 총 연장은 1.816 km이다. 이름이 유래된 것은 지역 고유 명칭인 법정마을을 도로명으로 지정하였기 때문이다.

## 역사
- 2009년 1월 29일 : 도로명으로 대리로를 고시

## 지리

### 주요 경유지
- 임실군
  - 신평면 (호암리 - 대리)

### 접촉하는 도로
- 신덕평로 (국가지원지방도 제49호선)

### 주요 건물 및 시설
- 대리초등학교 (대리로 187/대리 289)
- 푸르밀 전주공장 (대리로 197-3/대리 327-4)